# Илија Шпановић
Илија Шпановић (Драготина, код Глине, 30. април 1918 — планина Прењ, 10. март 1943), учесник Народноослободилачке борбе и народни херој Југославије.

## Биографија
Рођен је 30. априла 1918. године у селу Драготина, код Глине на Банији. Потиче из земљорадничке породице. Основну школу је завршио у родном селу, а месарски занат је учио у Глини. Као месарски помоћник извесно време је радио у фабрици „Гавриловић“, а затим у Книну и Београду. Као млади радник дошао је у везу са радничким покретом и био члан Уједињених радничких синдиката (УРС). Као активан синдикалиста, био је запажен од стране чланова Комунистичке партије Југославије (КПЈ) и био кандидат за члана Партије.
Војни рок је служио у Скопљу, где га је априла 1941. године затекао напад на Југославију. После капитулације, пешице се, уз велике тешкоће, вратио у родно место, где су тада већ почели први усташки покољи. Одмах по доласку, повезао се са комунистима и са млађим братом је ступио у прве партизанске јединице на Банији. Учествовао је у многим борбама са усташама, жандармима и домобранима. А посебно се истакао у нападу на Жировац, где се налазио на челу бомбашке групе. Истако се и у акцији на железничкој станици Бачуге, обучен у домобранску униформу разоружао групу усташа. Фебруара 1942. године примљен је у чланство Комунистичке партије Југославије, а убрзо после тога је постављен за командира Друге чете Првог батаљона Банијског партизанског одреда.
Јула 1942. године био је постављен за командира чете у Ударном партизанском банијском батаљону. Са својом четом учествовао је у више битака, од којих се посебно истиче борба код Новске, када је чета била опкољена од стране надмоћнијих непријатељских снага и његовом присебношћу и вештином командовања успела да се извуче из окружења. Крајем 1942. године био је постављен за команданта Првог батаљона Седме банијске ударне бригаде. Овај батаљо сматран је за један од најбољих батаљона у Седмој банијској дивизији, а он и његови борци више пута су, због велике храбрости и пожртвованости, похваљивани од Штаба Седме банијске дивизије.
Погинуо је у току Четврте непријетљске офанзиве, када је после преласка Неретве, 10. марта 1943. године, његова батаљон на планин Прењ, био изненада нападнут од стране четника.
Указом Президијума Народне скупштине Федеративне Народне Републике Југославије, 20. децембра 1951. године, проглашен је за народног хероја.